# Mario Guerci
Mario Carlos Guerci (Rosario; 29 de noviembre de 1981) más conocido como Mario Guerci es un modelo, presentador de televisión y actor argentino.

## Primeros años
Mario Guerci cursó su secundario en el colegio inglés San Bartolomé donde practicaba fútbol y rugby. A partir de los 15 años de edad y hasta los 22, Guerci se dedicó a la práctica del atletismo junto con su hermano Santiago Guerci, también destacado atleta y reconocido modelo. Los hermanos Guerci se mudaron a Buenos Aires para entrenar en el CENARD. En 2001 Guerci representó oficialmente a la Argentina en la prueba de salto en alto en el Campeonato Sudamericano de Atletismo que tuviera lugar en la ciudad de Manaus.

## Carrera profesional
Su carrera de modelo se inició a los 17 años de edad, cuando fue descubierto por un representante de una agencia de modelos cuando Guerci y sus compañeros de la escuela secundaria, organizaron un desfile para recaudar dinero para el viaje de egresados. El empresario Oscar Fernández Fini le propuso pertenecer a su agencia, MGD. A los 21 años de edad, junto con su hermano Santiago, se instaló en Milán y realizó trabajos en Inglaterra, Holanda y Grecia. Desde hace años, Guerci es miembro de la agencia de modelos Dotto Models de Pancho Dotto. Posteriormente estudió Teatro y Abogacía.
En 2008, Guerci debutó como conductor del programa Glow de Fashion TV y en 2009 debutó como actor en la telenovela infantojuvenil Consentidos emitida por Canal 13, en la cual personificó a Fernando "Nano".
En 2015 fue el protagonista de la obra Casa de muñecas de Henrik Ibsen interpretando a Torvald Helmer estrenada en el Teatro CPM de la prestigiosa Avenida Corrientes. Ese mismo año interpretó a Pato en la comedia ¿Que FACHA mos?, ambas bajo la dirección del autor y director argentino Ezequiel Castillo. 
En 2017 formó parte del elenco principal de la primera temporada de Heidi, bienvenida a casa, telenovela infantil emitida por Nickelodeon. Allí interpretó a Santiago Sesemann. Ese mismo año tuvo una participación especial en la telenovela de Canal 13, Las Estrellas, donde interpretó a Francisco Arnaiz. También tuvo su primer protagónico en cine con su personaje de Lolo en el cortometraje Memorias de un naufragio del director argentino Fabricio Heider.
En 2021 volvió a la televisión con el papel de Jorge Taiana en la serie Maradona, sueño bendito de Amazon Prime Video, y además participó de los reality shows Corte y confección Famosos y de Showmatch La Academia, ambos por Canal 13. También se sumó como panelista del programa de KZO, Con amigos así, y estuvo como invitado en la obra de teatro por streaming, Sex, viví tu experiencia, dirigida por José María Muscari.

## Cine
| Año  | Título                   | Papel | Notas        | Director        |
| ---- | ------------------------ | ----- | ------------ | --------------- |
| 2017 | Memorias de un naufragio | Lolo  | Cortometraje | Fabricio Heider |

## Televisión
| Año             | Título                     | Papel                             | Notas                  | Canal              |
| --------------- | -------------------------- | --------------------------------- | ---------------------- | ------------------ |
| 2008            | Glow                       | Conductor                         | Programa de moda       | Fashion TV         |
| 2009–2010       | Consentidos                | Fernando "Nano"                   | Elenco principal       | Canal 13           |
| 2017            | Heidi, bienvenida a casa   | Sr. Santiago Sesemann / Lenny Man | Elenco principal       | Nickelodeon        |
| 2017            | Las Estrellas              | Francisco Arnaiz                  | Participación especial | El Trece           |
| 2021            | Corte y confección Famosos | Participante                      | 10.º eliminado         | El Trece           |
| 2021            | Showmatch La Academia      | Participante                      | 22.º eliminado         | El Trece           |
| 2021            | Maradona, sueño bendito    | Jorge Taiana                      | Elenco secundario      | Amazon Prime Video |
| 2021 - presente | Con amigos así             | Panelista                         |                        | KZO                |

## Teatro
| Año       | Título                   | Papel           | Notas             | Director           |
| --------- | ------------------------ | --------------- | ----------------- | ------------------ |
| 2015      | Casa de muñecas          | Torvald Helmer  | Protagonista      | Ezequiel Castillo  |
| 2015–2016 | ¿Qué FACHA mos?          | Patricio "Pato" | Elenco principal  | Ezequiel Castillo  |
| 2021      | Sex, viví tu experiencia | Él mismo        | Invitado especial | José María Muscari |
| 2023      | Coqueluche               | Máximo          | Elenco principal  | José María Muscari |